# Шебор, Иосиф (Осип) Антонович
Ио́сиф (Осип) Анто́нович Ше́бор (чеш. Jozef Šebor или Šeber; 22 января 1847, Нимбурк, Австро-Венгрия — 10 апреля 1928, Прага, Чехословакия) — чешский и российский филолог-классик, латинист, славист.

## Биография
Родился 22 января 1847 года в Нимбурке (Богемия).
В 1859 году поступил в пражскую классическую гимназию, закончив её в 1867 году. В том же году прослушал на пражских политехнических курсах лекции по русскому, польскому, сербскому и церковно-славянскому языкам и, в качестве филологической практики, перевёл на чешский язык комедию Гоголя «Ревизор» (1-е издание — 1867, 2-е изд. — 1882). В том же году, по рекомендации Коларжа был приглашён академиком Я. К. Гротом в Санкт-Петербург домашним учителем своих сыновей — Николая и Константина (1867—1871).
В 1868 году поступил на историко-филологический факультет Императорского Санкт-Петербургского университета, который окончил кандидатом в 1872 году и был оставлен при кафедре римской словесности. В 1873 году поступил преподавателем древних языков в Пятую Санкт-Петербургскую гимназию и преподавал здесь до 1877 года.
В 1875 году был приглашён преподавателем латинского языка на историко-филологический факультет Санкт-Петербургского университета; в 1876—1877 годах — приват-доцент; в 1877 году, «по выдержании магистерского экзамена», был избран экстраординарным профессором римской словесности (утверждён в должности в 1883 году) и отправлен в заграничную командировку, где слушал лекции Шёлля, Ваксмута и других преподавателей в Гейдельбергском университете и работал в университетской библиотеке.
Кроме Санкт-Петербургского университета также преподавал в Петербургском историко-филологическом институте и на Высших женских (Бестужевских) курсах. В 1898 году вышел в отставку по причине ослабевшего зрения.
В 1906 году вернулся в Чехию, преподавал латынь, чешский и русский языки. В 1914 году, после начала Первой мировой войны, австрийские власти начали преследование православных; Шебор был арестован в австрийском Цветтле (Нижняя Австрия), в пражской квартире Шеборов прошёл обыск по делу православного священника Николая Рыжкова. Только в 1918 году Шебор смог вернуться в Чехию.
С 1922 года он читал лекции в Русском народном университете в Праге.
Умер в Праге 10 апреля 1928 года. Похоронен на Ольшанском кладбище.

## Награды
За многолетнюю преподавательскую деятельность был награждён орденами: Св. Станислава (1887), Св. Анны (1890), Св. Владимира (1894).